# (7287) Yokokurayama
(7287) Yokokurayama est un astéroïde de la ceinture principale.

## Description
(7287) Yokokurayama est un astéroïde de la ceinture principale. Il fut découvert le 10 novembre 1990 à Geisei par Tsutomu Seki. Il présente une orbite caractérisée par un demi-grand axe de 2,92 UA, une excentricité de 0,24 et une inclinaison de 14,0° par rapport à l'écliptique.

## Compléments